# Julija Džima
Julija Valentinivna Džima (ukrajinsko Юлія Валентинівна Джима), ukrajinska biatlonka, * 19. september 1990, Kijev.
Za Ukrajino je nastopila na Zimskih olimpijskih igrah 2014, 2018 in 2022. Na igrah leta 2014 je osvojila zlato medaljo kot članica ženske štafete 4 x 6 km.